# Menelaus Ridge
Menelaus Ridge (englisch; in Argentinien spanisch Cordón Menelao) ist ein 1370 m hoher und verschneiter Gebirgskamm mit vier Gipfeln auf der Anvers-Insel im Palmer-Archipel westlich der Antarktischen Halbinsel. Als Teil der Achaean Range im Zentrum der Insel ragt er zwischen Mount Agamemnon und Mount Helen auf.
Der Falkland Islands Dependencies Survey nahm 1955 Vermessungen des Bergs vor. Das UK Antarctic Place-Names Committee benannte ihn 1957 nach Menelaus, König von Sparta in der Ilias des antiken griechischen Dichters und Autors Homer.